# Svjetski dan stanovništva
Svjetski dan stanovništva godišnji je događaj koji se obilježava 11. srpnja kako bi se podigla svijest o pitanjima koja utječu na svjetsko stanovništvo. Obljetnicu je 1989. godine pokrenulo Upravno vijeće Programa Ujedinjenih naroda za razvoj (UNDP-a). Obilježavanje je nadahnuto zanimanjem koje je javnost iskazala za vrijeme „Dana 5 milijardi”, koji je pao na 11. srpnja 1987., kada je svjetsko stanovništvo dosegnulo oko 5 milijardi. Dan je predložio K. C. Zachariah, tada demograf u Svjetskoj banci.
Svjetsko stanovništvo procijenjeno je na 7,4 milijardi 6. veljače 2016., a dosegnulo je 7,5 milijardi 24. travnja 2017. Od studenoga 2022. svjetsko stanovništvo iznosilo je oko 8 milijardi ljudi.

## Ciljevi
Svjetski dan stanovništva nastoji skrenuti pozornost na pojedine demografske probleme s kojima se suočavaju države diljem svijeta. Glavni ciljevi uključuju:[nedostaje izvor]
- Podizanje svijesti: informiranje javnosti o pitanjima kao što su spolno zdravlje, prava žena i djevojaka, obrazovanje, siromaštvo, održivi razvoj i zaštita okoliša.
- Promocija ravnopravnosti spolova: povećanje svijesti o potrebi za jednakim pravima i prilikama za žene i djevojke u svim aspektima života.
- Podrška zdravstvenim inicijativama: naglašavanje važnosti pristupa zdravstvenoj skrbi uključujući usluge planiranja obitelji i spolnog zdravlja.
- Održivi razvoj: poticanje održivih praksi i politike koje će omogućiti uravnotežen rast stanovništva i zaštitu prirodnih resursa.

Svake godine Svjetski dan stanovništva ima drukčiju temu usmjerenu na određena pitanja. Primjerice, teme su se kretale od mladih i njihovih prava do pristupa kontracepciji i izazovima urbanizacije.[nedostaje izvor]

## Vanjske poveznice
- Svjetski dan stanovništva na stranicama Ujedinjenih naroda
- Worldometer - svjetska statistika u stvarnom vremenu